# 德特勒夫·乌尔奇
德特勒夫·乌尔奇（德語：Detlef Ultsch，1955年11月7日—），德国男子柔道运动员。他曾代表东德参加1976年和1980年夏季奥林匹克运动会柔道比赛，其中1980年奥运会获得一枚铜牌。